# Bulevar Raspail
El Bulevar Raspail es un bulevar de París, Francia, que lleva el nombre del químico, médico y político François Vincent Raspail (1794-1878).

## Descripción
Orientado aproximadamente en dirección norte-sur, conecta el Bulevar Saint-Germain con la Plaza Denfert-Rochereau atravesando los distritos VII, VI y XIV. Cruza la Rue de Sèvres, la Rue de Rennes y el Bulevar du Montparnasse.
Su antiguo nombre es boulevard d'Enfer, creado tras las obras del antiguo muro de los Fermiers généraux y de los «boulevards du Midi», iniciadas en 1767, en una zona atravesada por el paseo de ronda de la barrière d'Enfer, de más de cuatrocientos metros de longitud; no lejos se encontraba la Rue d'Enfer. Tras la ley del 16 de junio de 1859 sobre la ampliación de París, el Boulevard de Montrouge se fusionó con el Boulevard d'Enfer. Por el decreto del 9 de julio de 1887 el bulevar recibió el nombre de François-Vincent Raspail. En la actualidad, solo el Passage d'Enfer, perpendicular al bulevar, en el seno del distrito XIV, recuerda al antiguo barrio de Enfer.

## Historia

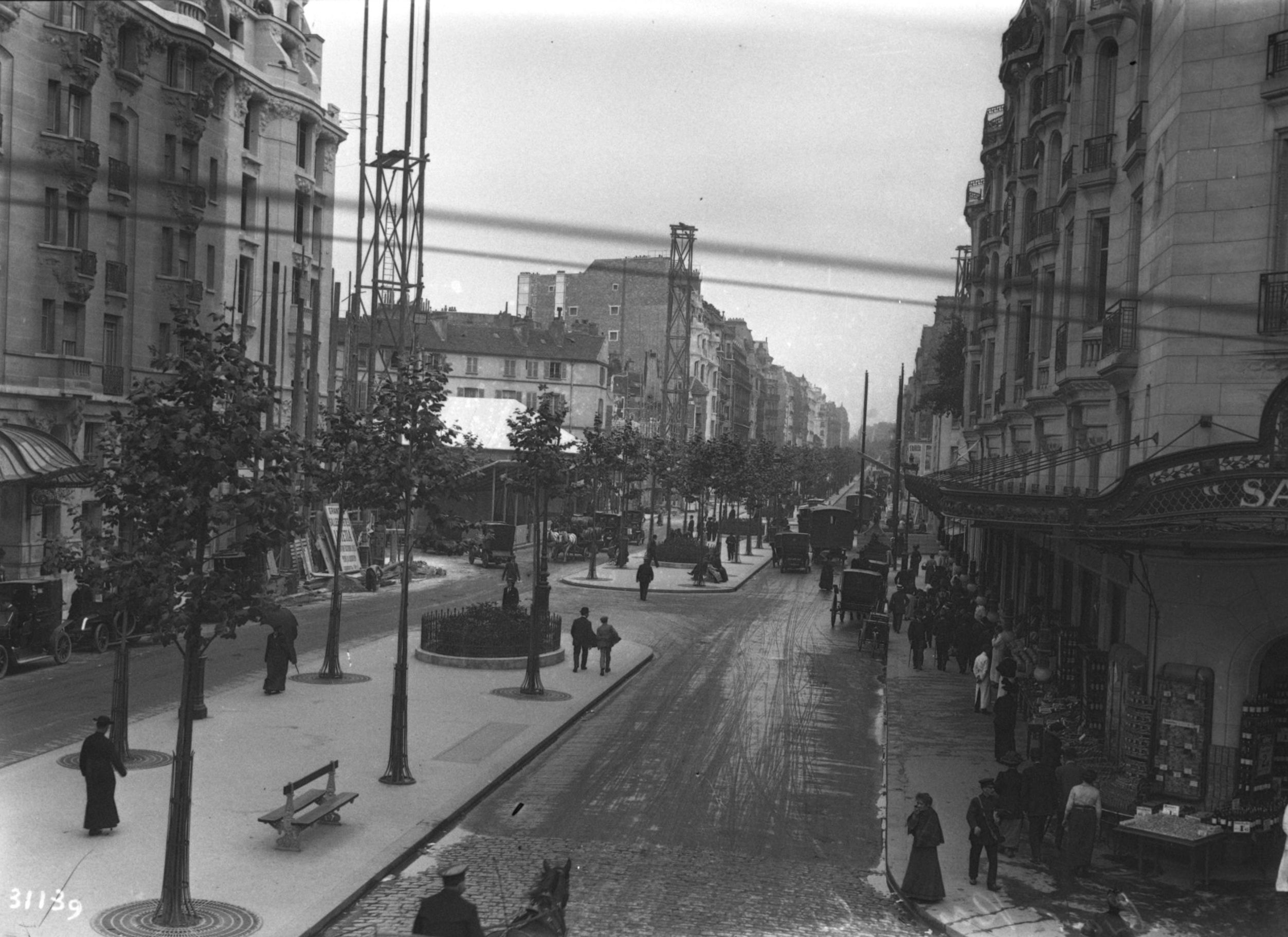
El Bulevar Raspail en 1913.

La parte comprendida entre un punto situado a unos ochenta metros de la Rue de Varenne y la Rue de Sèvres se inauguró en 1869. Un tramo de una longitud de unos noventa metros a partir de la Rue Stanislas había sido abierto por los hermanos Bernard. La anchura de la parte comprendida entre el Bulevar Edgar-Quinet y la Place Denfert-Rochereau era de setenta metros antes del decreto del 14 de septiembre de 1892 y comprendía el antiguo Boulevard d'Enfer y el antiguo bulevar exterior (parte del Bulevar de Montrouge), que habían sido reunidos en una sola vía en el momento de la ampliación de París (ley del 16 de junio de 1859). En 1933, la parte extendida del Bulevar Raspail situada en el cruce de la Rue du Cherche-Midi se denominó Place Alphonse-Deville; esta plaza englobó el número 51. El paseo de ronda d'Enfer fue anexionado al Bulevar Raspail y al Boulevard Edgar-Quinet.

## Lugares de interés

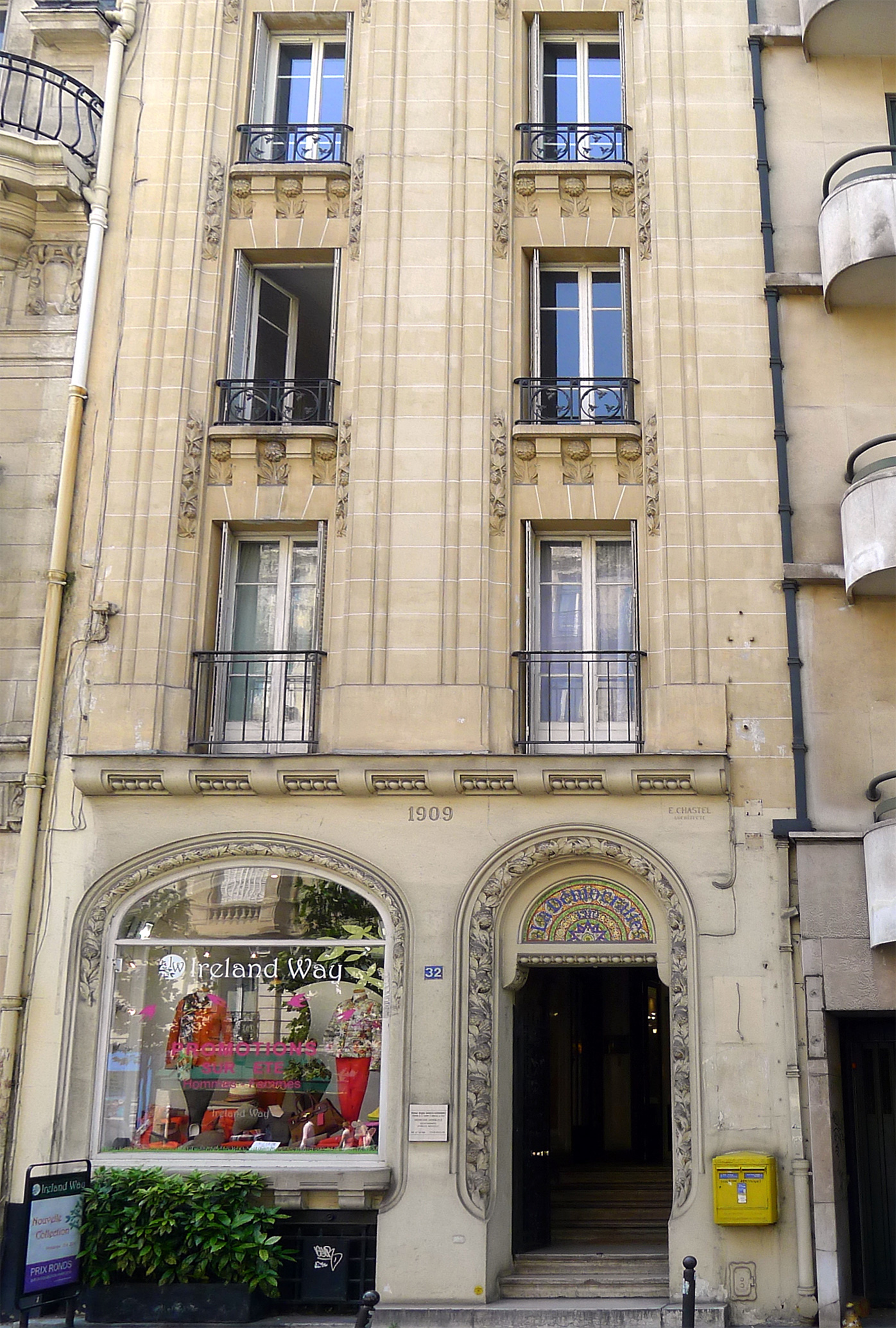
El número 32.

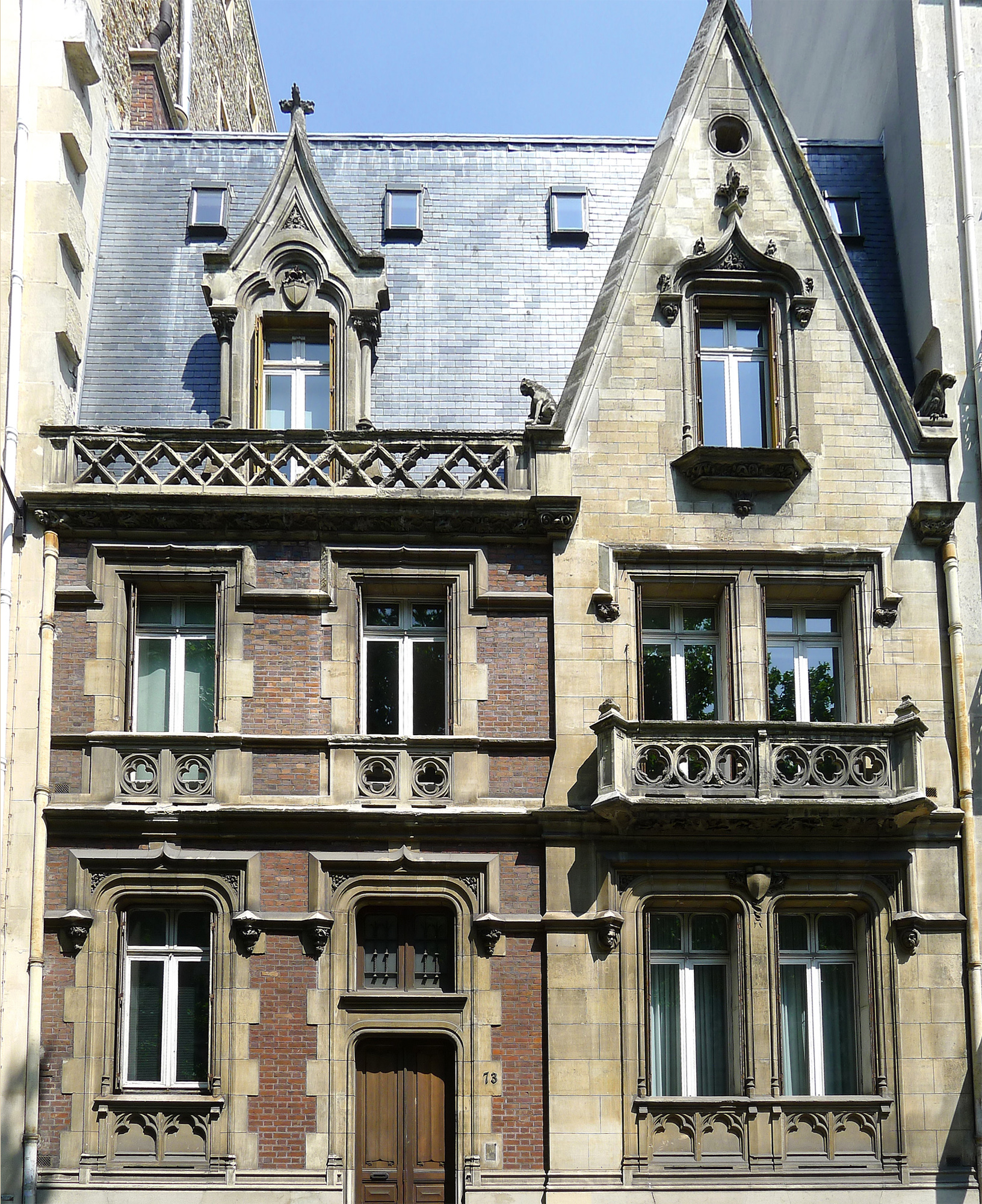
La fachada del número 73.

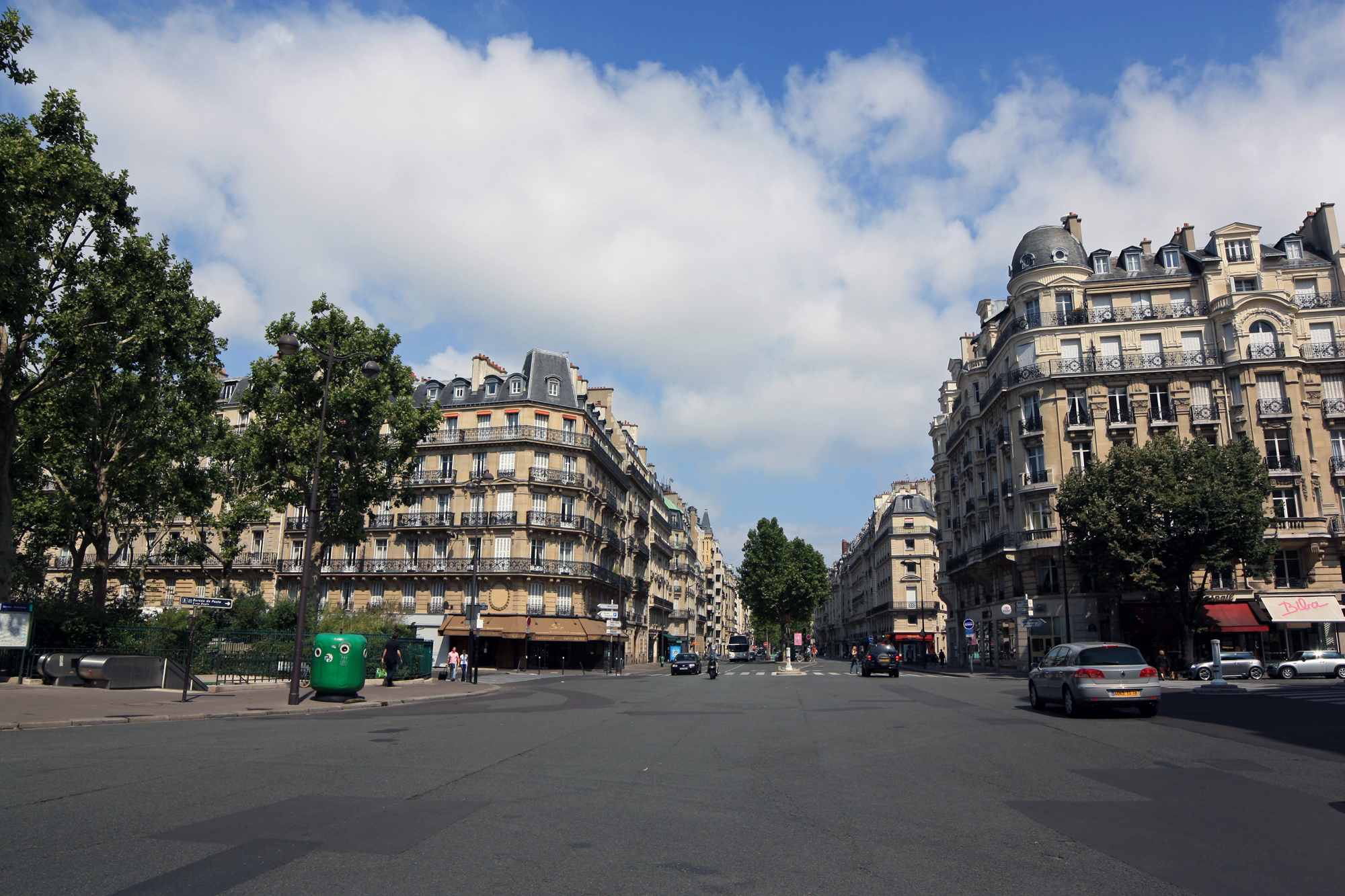
Intersección del Bulevar Raspail con la Rue de Sèvres.

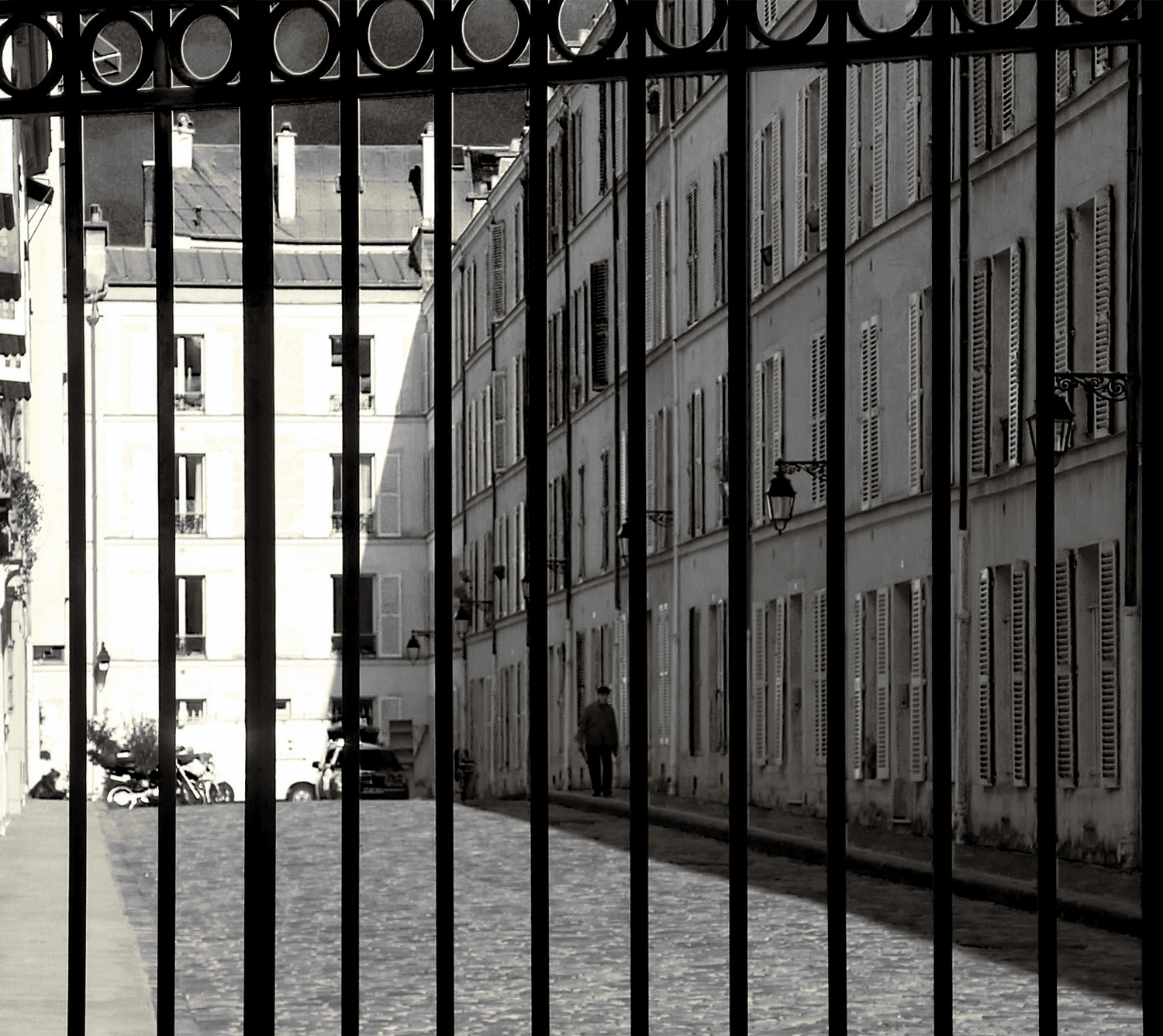
El passage d'Enfer.

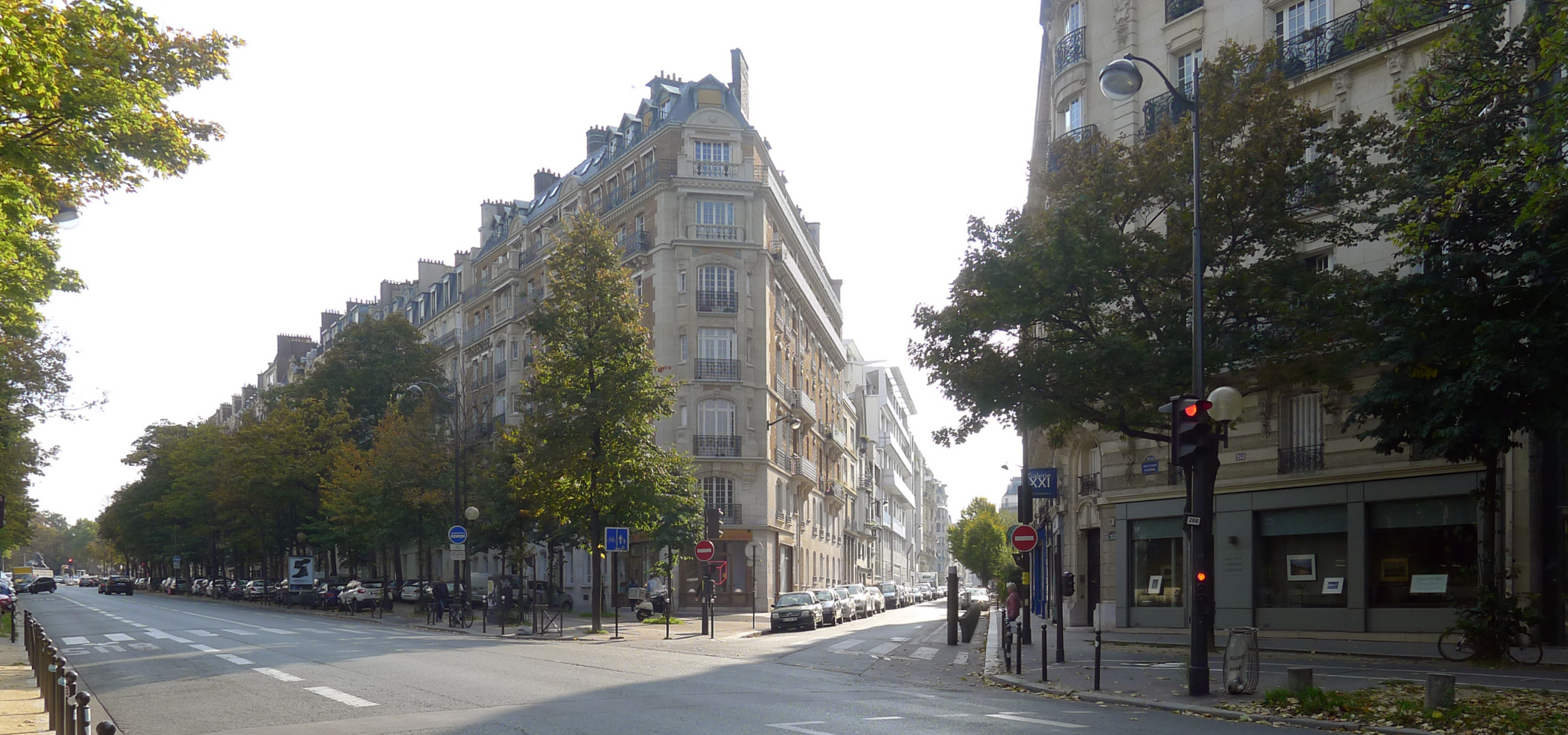
Parte sur del bulevar cerca de la Place Denfert-Rochereau.

- Número 17: residencia de Marie Armand Patrice de Mac Mahon en 1924;[1]
- Número 27: sede del partido centrista Unión de los Demócratas e Independientes;
- Números 32, 34 y 38: edificio del periódico La Démocratie (1909), casa de Marc Sangnier e Institut Marc-Sangnier;
- Número 48: en la esquina con la Rue de Sèvres, un anexo del Banco de Francia;
- en la esquina con la Rue de Sèvres, el Hôtel Lutetia, un gran hotel, que acogió a la Abwehr entre 1940 y 1944 y posteriormente, en 1945, a los deportados a su retorno de los campos de concentración nazis;
- Número 54: la Escuela de Estudios Superiores en Ciencias Sociales tenía aquí sus locales (antiguo emplazamiento de la prisión de Cherche-Midi);
- Número 73: edificio neogótico del siglo XIX, con un bestiario fantástico en la balaustrada de la última planta;
- Número 85, esquina con la Rue de Rennes, una escuela de niñas. El Consejo Municipal encargó en 1920 al pintor Paul Baudoüin la realización de un fresco al fondo de la pared del patio. Esta decoración ha desaparecido;[2]
- Número 95: residencia del general Henri Mordacq, jefe de gabinete de Clemenceau;
- Número 99: galería de arte Le Portique;
- Número 101: sede de la Alliance française, organismo encargado de la difusión de la lengua y la cultura francesa, y su escuela de París destinada a extranjeros que estén realizando un intercambio lingüístico o instalándose en la ciudad;
- Números 116-118: al nivel de la estación de Notre-Dame-des-Champs, la estatua de Alfred Dreyfus, encargada por Jack Lang al artista Tim, quien la realizó en 1985. Estaba destinada al patio de la École Militaire, donde Dreyfus fue degradado en 1895, pero tras el discurso de Jacques Chirac de 2006, y con el objetivo de no desagradar a los militares, se quedó finalmente en el Bulevar Raspail;
- en la mediana de mitad del bulevar, al norte de la Place Pablo-Picasso, que está en el cruce del Bulevar Raspail y del Bulevar du Montparnasse, se sitúa desde 1939 el Monument à Balzac, una estatua de Honoré de Balzac realizada por Auguste Rodin. Se erige a unos pocos pasos de la brasserie La Rotonde, asociada a la historia de los «Montparnos», al noroeste de la Place Pablo-Picasso, en la esquina del Bulevar Raspail y del Bulevar du Montparnasse;
- Número 203: edificio donde se alojó la estudiante de arte de alemán Paula Modersohn-Becker en 1900 en su primera estancia en París. Su amiga y compañera de habitación Clara Westhoff la había precedido;
- Número 216: edificio Studio Raspail, de concepción cubista, encargado por Helena Rubinstein al arquitecto Bruno Elkouken, quien lo diseñó en 1934. Contiene estudios de artistas y una sala de cine. Ella vivía en un apartamento en la última planta. Amadeo Modigliani residió en los antiguos edificios situados en esta dirección;
- Número 222: el filósofo y escritor francés Jean Paul Sartre tuvo un estudio alquilado en este edificio;
- Número 230: el arquitecto Francis Turbil tuvo un estudio en este lugar;
- Número 240: el escultor Pierre Traverse (1892-1979) tenía en este edificio un taller, que dejó hacia 1969;
- Número 241: ubicación de la Académie du Caméleo, fundada por el escultor Levet en 1921;
- Número 242, domicilio de Pablo Picasso en 1912;
- Número 247: Passage d'Enfer, vía privada cerrada por una valla;
- Número 261: sede de la Fundación Cartier, inaugurada en 1994 en un edificio de vidrio, acero y hormigón diseñado por el arquitecto Jean Nouvel. En este lugar se encontraba el American Center de 1920 (destruido) hasta el traslado de esta institución al Bercy en 1988. El cedro plantado por Chateaubriand hacia 1800 existe todavía;
- Número 278: el pintor Nicolas Poliakoff (1899-1976) tenía aquí su taller;
- Número 280: en los años veinte, la cantante Spéranza Calo-Séailles (1885-1949) tuvo aquí un estudio-taller donde enseñaba canto y respiración;[3]

## Acceso
Siete estaciones del Metro de París sirven al Bulevar Raspail:
- Rue du Bac (línea 12)
- Sèvres - Babylone (líneas 10 y 12)
- Rennes (línea 12)
- Notre-Dame-des-Champs (línea 12)
- Vavin (línea 4)
- Raspail (líneas 4 y 6)
- Denfert-Rochereau (líneas 4 y 6 y línea B del RER)